# Южнославянски езици
Южнославянските езици представляват обособена група сред славянските езици. Те произлизат от предполагаем южен праславянски макродиалект, оформил се по време на второто разчленяване на праславянския език.

## Обща характеристика
Южнославянските езици представляват най-нехомогенната група славянски езици, поради вътрешното си делене на две подгрупи: западна и източна. Отличителна черта на източната подгрупа е запазването на различното звучене на еровите гласни, а западната подгрупа се характеризира с окончание – ga в родителен падеж единствено число мъжки и среден род на прилагателните имена и окончание –mo при глаголите в първо лице множествено число.
Южнославянските езици имат и няколко общи стари фонетични черти от късния период на развитие на праславянския език, част от които са общи и за източнославянските езици:
- опростяване на консонантните групи *dl > l и *tl > l: *radlo > ralo, pletlъ > plelъ;
- промяна на консонантните групи *kv > cv и *gv > dzv пред ě2: cvětъ, dzvězda;
- промяна *ch > s’ вследствие втора и трета палатализация: vьchь > vьsь, mouchě > mousě.

Отделни общи особености свързват южнославянските езици и с някои западнославянски (чешки и словашки): промяната на праславянските групи *CorC и *ColC в CraC и ClaC: *gordъ > gradъ; *golva > glava.
Освен споменатите черти, които са общи и за езици от другите две групи славянски езици, съществуват и такива, които са типични само за южнославянските езици:
- окончание –omъ/-emъ в дателен падеж множествено число на съществителните имена: rabomъ, krajemъ (понастоящем живо само в словенски);
- окончание -ę в родителен падеж единствено число при съществителни имена от ja-основи: doušę, и във винителен падеж множествено число при съществителни от ja- и jo-основи: kon’ę (в източнославянски е ě3);
- окончание -y (=ы) в именителен падеж единствено число мъжки род на сегашните деятелни причастия (в западнославянски и източнославянски е -a): nesy, vědy (в съвременните южнославянски езици тази форма не съществува).

## Исторически развой
Общите черти, характерни за южнославянските езици, са много малко, за да се направи заключение за съществуване на южнославянски праезик през периода 5-7 век, когато южнославянските племена се заселват на Балканския полуостров. Архаичната топонимия по тези земи свидетелства за точно обратното: през този период вече съществува езиково обособяване сред южните славяни. То се дължи както на разпространението им на големи територии и на прекъсване връзките между отделни племена, така и на различната езикова среда в новите поселища.
През 9 век със създаването и развитието на българославянската писменост, глаголица и кирилица, и превода на църковните книги от гръцки, възниква и първият унифициран славянски писмен език – старобългарският, който достига разцвет през 10 век и чрез различните си редакции става основа на много други славянски книжовни езици.
При диалектния континуум на южнославянските езици се наблюдава разнопосочен развой на праславянската ятова гласна. Макар той да се използва за класификация на диалектите, различните развои не водят до взаимна неразбираемост на диалектите и границите между тях по правило не съвпадат с границите между отделните езици. Предполагаемият изговор на ятовата гласна в праславянския е като ненапрегнато-отворена предна незакръглена гласна [æ], но в съвременните южнославянски езици тя се е развила в няколко различни форми, редуващи се от запад на изток:
- полузатворена предна незакръглена гласна [e] - в словенски и кайкавски
- затворена предна незакръглена гласна [i] - в икавските диалекти на сърбохърватския
- дифтонг [je] или трифтонг [ije] - в йекавските диалекти на сърбохърватския, включително сръбската, хърватската, босненската и черногорската литературна норма
- полуотворена предна незакръглена гласна [ɛ] - в екавските диалекти на сърбохърватския и западните български говори, включително македонската литературна норма
- дифтонг [ja] - в източните български говори, включително българската литературна норма

През 11 век южнославянските езици се обособяват в две подгрупи: западна и източна.
Друг признак за обособяването на двете подгрупи сред южнославянските езици е възникване на корелация палаталност/непалаталност при всички съгласни в български, докато в западната подгрупа тази корелация е ограничена само до няколко съгласни: l : l’ и n : n’ (и исторически – d : d’ > đ и t : t > ć).
Но фонетичните особености не са толкова показателни, още повече, че западнобългарските диалекти по тези признаци могат да се причислят към западната подгрупа.
Най-съществени различия между двете подгрупи настъпват в областта на морфологията и синтаксиса.
През средновековието южнославянските езици претърпяват сериозни промени, но те са най-силно изразени в български:
- изчезване на падежната система;
- възникване на постпозитивен определителен член при съществителните имена;
- поява на аналитични форми за степенуване при прилагателните;
- изчезване на инфинитива и супина при глаголите и замяната им с да-конструкции (в литературния словенски все още се прави разлика между инфинитив и супин).

В западната подгрупа се опростява глаголната система, която в източната се запазва и развива.
В западната подгрупа постепенно изчезват аорист и имперфект.

## Източна група
- Старобългарски език †; Редакции на старобългарския език:
  - Глаголическа писменост на старобългарски език (от 855 г. до X в.)
  - Старобългарска писменост на кирилица (Климент Охридски)
  - Руска редакция на старобългарския език от Х век
  - Църковнославянски език /въведен в Русия/ (Остромирово евангелие от 1056 г. [2])
  - Сръбска редакция на старобългарския език (края на XII век)
- Новобългарски език
  - Среднобългарски език (начален етап: XII – XIV век) †
  - Езикова реформа на Патриарх Евтимий Търновски (втората половина на XIV век)
  - Развитие на новобългарския език след въвеждането на гражданския шрифт (руска кирилица) от Петър I (1708 – 1710 г.)
  - Славяносръбски език † (до писмената реформа на Копитар/Караджич от 1808 – 1818 г.) /сръбска кирилица/
  - Правописна реформа на българския език от 1899 г. – Иванчевски правопис
  - Правописна реформа на българския език от 1945 г.
- Съвременен български език:
  - Български книжовен език [3]
  - Македонски литературен език [4]
  - Литературна норма на банатските българи

## Западна група
- Словенски език [5]
- Сръбски език [6]
- Хърватски език [7]
- Босненски език [8]
- Черногорски език [9]